# 中康涅狄格州立大學

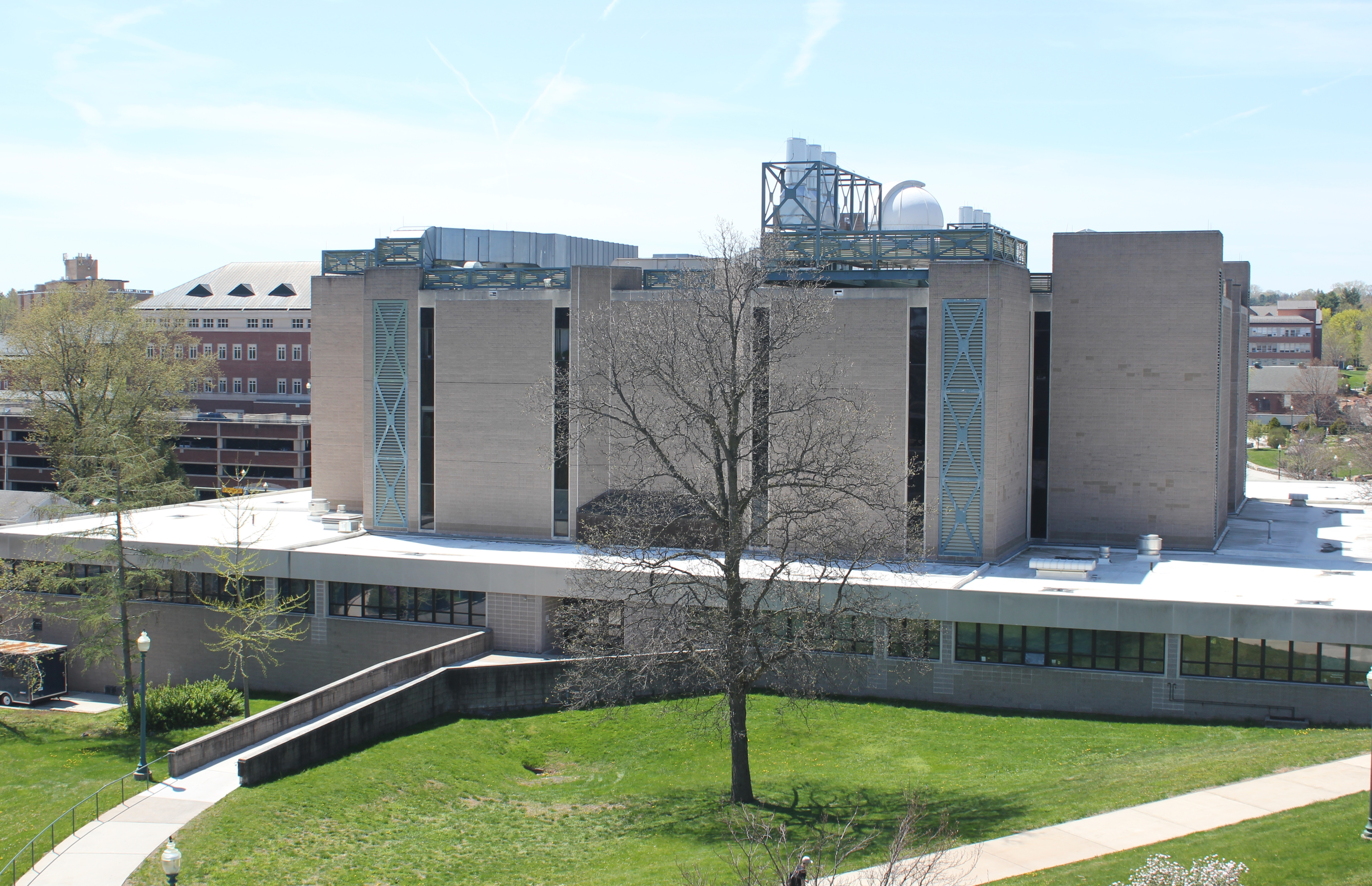
Copernicus Hall

中康涅狄格州立大学（Central Connecticut State University）是康涅狄格州立大学系統內、位於美国康涅狄格州新不列颠的一所公立大学。它创始于1849年，最初是一所州立师范学校，是康涅狄格州最古老的公立高等教育机构。学校共有四个学院：文理和社会科学学院、商学院、教育和职业研究学院、以及工程科学技术学院。根据2020年的数据，在校学生共有10,262人，其中本科生8,241人，研究生2,021人；全职教师有435人，兼职教师504人；学生和老师对应的比例为14:1；州内本科生学年学费为$11,068，州外为$24,028；州内研究生学年学费为$12,356，州外为$25,144； 本科生六年毕业率为57%；本科生录取率为57%，研究生录取率为71%。
2020年《美国新闻与世界报道》將其排在“北部地区大学”中的第104位。
康涅狄格州立大学系统一共有四所学校，除中康涅狄格州立大学外其余三所是东康涅狄格州立大学、南康涅狄格州立大学和西康涅狄格州立大学。

## 外部連接
- 官方网站
- Central Connecticut Athletics website（页面存档备份，存于）

41°41′35″N 72°45′54″W / 41.69318°N 72.76496°W